# Duitsland op de Paralympische Winterspelen 2018
Duitsland was een van de landen die deelnam aan de Paralympische Winterspelen 2018 in Pyeongchang, Zuid-Korea.

## Medailleoverzicht
| Sport       | Paralympiër                   | Onderdeel                     | Medaille |
| ----------- | ----------------------------- | ----------------------------- | -------- |
| Alpineskiën | Anna-Lena Forster             | Supercombinatie, zittend (v)  | Goud     |
| Alpineskiën | Anna-Lena Forster             | Slalom, zittend (v)           | Goud     |
| Alpineskiën | Anna Schaffelhuber            | Afdaling, zittend (v)         | Goud     |
| Alpineskiën | Anna Schaffelhuber            | Super G, zittend (v)          | Goud     |
| Biatlon     | Andrea Eskau                  | 10 km, zittend (v)            | Goud     |
| Biatlon     | Andrea Eskau                  | 12.5 km, zittend (v)          | Goud     |
| Biatlon     | Martin Fleig                  | 15 km, zittend (m)            | Goud     |
|             |                               |                               |          |
| Alpineskiën | Andrea Rothfuss               | Afdaling, staand (v)          | Zilver   |
| Alpineskiën | Andrea Rothfuss               | Super G, staand (v)           | Zilver   |
| Alpineskiën | Andrea Rothfuss               | Supercombinatie, staand (v)   | Zilver   |
| Alpineskiën | Andrea Rothfuss               | Reuzenslalom, staand (v)      | Zilver   |
| Alpineskiën | Anna Schaffelhuber            | Supercombinatie, zittend (v)  | Zilver   |
| Langlaufen  | Andrea Eskau                  | 1.1 km sprint, zittend (v)    | Zilver   |
| Langlaufen  | Andrea Eskau                  | 5 km, zittend (v)             | Zilver   |
| Langlaufen  | Andrea Eskau                  | 12 km, zittend (v)            | Zilver   |
|             |                               |                               |          |
| Alpineskiën | Andrea Rothfuss               | Slalom, staand (v)            | Brons    |
| Biatlon     | Clara Klug Gids: Martin Hartl | 10 km, visueel beperkt (v)    | Brons    |
| Biatlon     | Clara Klug Gids: Martin Hartl | 12.5 km, visueel beperkt (v)  | Brons    |
| Langlaufen  | Team                          | 4 x 2.5 km, estafette gemengd | Brons    |

## Deelnemers en resultaten
(m) = mannen, (v) = vrouwen 

### Alpineskiën
| Paralympiër                          | Onderdeel                            | Resultaat | Prestatie      |
| ------------------------------------ | ------------------------------------ | --------- | -------------- |
| Georg Kreiter                        | Afdaling, zittend (m)                | 10e       | 1:28.23        |
| Georg Kreiter                        | Super G, zittend (m)                 | DNF       | Niet gefinisht |
| Georg Kreiter                        | Supercombinatie, zittend (m)         | DNF       | Niet gefinisht |
| Georg Kreiter                        | Reuzenslalom, zittend (m)            | DNF       | Niet gefinisht |
| Thomas Nolte                         | Afdaling, zittend (m)                | 20e       | 1:34.27        |
| Thomas Nolte                         | Super G, zittend (m)                 | 21e       | 1:35.40        |
| Thomas Nolte                         | Supercombinatie, zittend (m)         | DNF       | Niet gefinisht |
| Thomas Nolte                         | Reuzenslalom, zittend (m)            | DNF       | Niet gefinisht |
| Thomas Nolte                         | Slalom, zittend (m)                  | 14e       | 2:09.87        |
|                                      |                                      |           |                |
| Anna-Lena Forster                    | Afdaling, zittend (v)                | DNF       | Niet gefinisht |
| Anna-Lena Forster                    | Super G, zittend (v)                 | 4e        | 1:36.26        |
| Anna-Lena Forster                    | Supercombinatie, zittend (v)         | Goud      | 2:27.59        |
| Anna-Lena Forster                    | Reuzenslalom, zittend (v)            | 6e        | 2:31.77        |
| Anna-Lena Forster                    | Slalom, zittend (v)                  | Goud      | 1:55.82        |
| Anna-Maria Rieder                    | Reuzenslalom, staand (v)             | 6e        | 2:31.29        |
| Anna-Maria Rieder                    | Slalom, staand (v)                   | DNF       | Niet gefinisht |
| Noemi Ewa Ristau Gids: Lucien Gerkau | Afdaling, visueel beperkt (v)        | 4e        | 1:33.33        |
| Noemi Ewa Ristau Gids: Lucien Gerkau | Super G, visueel beperkt (v)         | 7e        | 1:39.09        |
| Noemi Ewa Ristau Gids: Lucien Gerkau | Supercombinatie, visueel beperkt (v) | 5e        | 2:33.17        |
| Noemi Ewa Ristau Gids: Lucien Gerkau | Reuzenslalom, visueel beperkt (v)    | 4e        | 2:31.93        |
| Noemi Ewa Ristau Gids: Lucien Gerkau | Slalom, visueel beperkt (v)          | 5e        | 1:56.21        |
| Andrea Rothfuss                      | Afdaling, staand (v)                 | Zilver    | 1:32.53        |
| Andrea Rothfuss                      | Super G, staand (v)                  | Zilver    | 1:33.10        |
| Andrea Rothfuss                      | Supercombinatie, staand (v)          | Zilver    | 2:33.07        |
| Andrea Rothfuss                      | Reuzenslalom, staand (v)             | Zilver    | 2:25.18        |
| Andrea Rothfuss                      | Slalom, staand (v)                   | Brons     | 2:00.08        |
| Anna Schaffelhuber                   | Afdaling, zittend (v)                | Goud      | 1:33.26        |
| Anna Schaffelhuber                   | Super G, zittend (v)                 | Goud      | 1:34.76        |
| Anna Schaffelhuber                   | Supercombinatie, zittend (v)         | Zilver    | 2:30.11        |
| Anna Schaffelhuber                   | Reuzenslalom, zittend (v)            | 5e        | 2:30.97        |
| Anna Schaffelhuber                   | Slalom, zittend (v)                  | 4e        | 2:05.18        |

### Biatlon
| Paralympiër                               | Onderdeel                    | Resultaat | Prestatie      |
| ----------------------------------------- | ---------------------------- | --------- | -------------- |
| Alexander Ehler                           | 7.5 km, staand (m)           | 5e        | 19:16.2        |
| Martin Fleig                              | 7.5 km, zittend (m)          | 6e        | 24:41.3        |
| Martin Fleig                              | 12.5 km, zittend (m)         | 4e        | 48:02.7        |
| Martin Fleig                              | 15 km, zittend (m)           | Goud      | 49:57.2        |
| Steffen Lehmker                           | 7.5 km, staand (m)           | 10e       | 20:52.7        |
| Steffen Lehmker                           | 12.5 km, staand (m)          | 5e        | 40:50.4        |
| Steffen Lehmker                           | 15 km, staand (m)            | 11e       | 51:16.4        |
| Nico Messinger Gids: Lutz Peter Klausmann | 7.5 km, visueel beperkt (m)  | 9e        | 22:44.2        |
| Nico Messinger Gids: Lutz Peter Klausmann | 12.5 km, visueel beperkt (m) | DNF       | Niet gefinisht |
| Nico Messinger Gids: Lutz Peter Klausmann | 15 km, visueel beperkt (m)   | 10e       | 52:20.2        |
|                                           |                              |           |                |
| Andrea Eskau                              | 6 km, zittend (v)            | 6e        | 23:04.7        |
| Andrea Eskau                              | 10 km, zittend (v)           | Goud      | 42:36.6        |
| Andrea Eskau                              | 12.5 km, zittend (v)         | Goud      | 49:41.2        |
| Vivian Hosch Gids: Florian Schillinger    | 6 km, visueel beperkt (v)    | 7e        | 21:50.1        |
| Clara Klug Gids: Martin Hartl             | 6 km, visueel beperkt (v)    | 21:35.7   |                |
| Clara Klug Gids: Martin Hartl             | 10 km, visueel beperkt (v)   | Brons     | 42:01.6        |
| Clara Klug Gids: Martin Hartl             | 12.5 km, visueel beperkt (v) | Brons     | 41:05.9        |
| Anja Wicker                               | 6 km, zittend (v)            | 9e        | 24:51.8        |
| Anja Wicker                               | 10 km, zittend (v)           | 8e        | 48:06.1        |
| Anja Wicker                               | 12.5 km, zittend (v)         | 9e        | 58:15.0        |

### Langlaufen
| Paralympiër                                            | Onderdeel                                          | Resultaat | Prestatie |
| ------------------------------------------------------ | -------------------------------------------------- | --------- | --------- |
| Alexander Ehler                                        | 1.5 km sprint klassieke stijl, staand (m)          | 5e        | 3:40.1    |
| Alexander Ehler                                        | 10 km klassieke stijl, staand (m)                  | 9e        | 25:40.4   |
| Alexander Ehler                                        | 20 km vrije stijl, staand (m)                      | 8e        | 50:45.9   |
| Martin Fleig                                           | 7.5 km, zittend (m)                                | 7e        | 23:31.6   |
| Steffen Lehmker                                        | 20 km vrije stijl, staand (m)                      | 6e        | 49:30.0   |
| Nico Messinger Gids: Lutz Peter Klausmann              | 1.5 km sprint klassieke stijl, visueel beperkt (m) | 5e        | 3:46.5    |
|                                                        |                                                    |           |           |
| Andrea Eskau                                           | 1.1 km sprint, zittend (v)                         | Zilver    | 3:40.0    |
| Andrea Eskau                                           | 5 km, zittend (v)                                  | Zilver    | 16:53.5   |
| Andrea Eskau                                           | 12 km, zittend (v)                                 | Zilver    | 38:48.3   |
| Anja Wicker                                            | 1.1 km sprint, zittend (v)                         | 12e       | 3:52.0    |
| Anja Wicker                                            | 5 km, zittend (v)                                  | 16e       | 20:14.1   |
|                                                        |                                                    |           |           |
| Alexander Ehler Andrea Eskau Steffen Lehmker           | 4 x 2.5 km, estafette gemengd                      | Brons     | 25:25.3   |
| Martin Fleig Nico Messinger Gids: Lutz Peter Klausmann | 4 x 2.5 km, estafette open                         | 7e        | 24:53.5   |

### Rolstoelcurling
| Paralympiër                                                                | Onderdeel     | Resultaat | Prestatie |
| -------------------------------------------------------------------------- | ------------- | --------- | --- |
| Wolf Meissner Heike Melchior Harry Pavel Christiane Putzich Martin Schlitt | Team, gemengd | 8e        | Groepsfase (8e) GER - NPA: 9 - 4 USA - GER: 4 - 6 CHN - GER: 7 - 3 GER - SVK: 7 - 6 KOR - GER: 3 - 4 SWE - GER: 9 - 5 GER - NOR: 6 - 8 GER - GBR: 3 - 8 GER - SUI: 4 - 9 CAN - GER: 6 - 2 FIN - GER: 4 - 8 |

Andorra · Argentinië · Armenië · Australië · België · Bosnië en Herzegovina · Brazilië · Bulgarije · Canada · Chili · China · Denemarken · Duitsland · Finland · Frankrijk · Georgië · Griekenland · Groot-Brittannië · Hongarije · IJsland · Iran · Italië · Japan · Kazachstan · Kroatië · Mexico · Mongolië · Nederland · Nieuw-Zeeland · Noord-Korea · Noorwegen · Oekraïne · Oezbekistan · Oostenrijk · Polen · Roemenië · Servië · Slovenië · Slowakije · Spanje · Tadzjikistan · Tsjechië · Turkije · Verenigde Staten · Wit-Rusland · Zuid-Korea · Zweden · Zwitserland
Neutrale paralympische atleten